# Comicolor
Comicolor fue un programa de televisión humorístico de Argentina que tuvo sus inicios en 1979. Se emitía por Argentina Televisora Color (ATC), recientemente creado, y con su nombre hacía alusión a la irrupción de la televisión a color. El programa era protagonizado por "Los Urguayos", referentes de un estilo de humor único en el Río de la Plata.

## Elenco
- Ricardo Espalter, con el Toto Paniagua, el Enfermo, las Rivarola.
- Enrique Almada: el profesor Claudio, las Rivarola, el falso movilero del programa radial La hormiga loca.
- Eduardo D'Angelo: las Rivarola, el Hombre del Doblaje.
- Gabriela Acher, recordada por varios personajes: «Chochi, la dicharachera», la vedette «Lorena del Valle», imitaciones de Donna Summer, Raffaella Carrà, Liza Minnelli, Mina, etc.
- Julio Frade
- Henny Trayles
- Andrés Redondo: Veladas Paquetas
- Katia Iaros
- Berugo Carámbula

- FICHA TÉCNICA:
- Autores: Jorge Basurto / Eduardo D'Angelo
- Dirección musical: Julio Frade
- producción: Marcelo Serantoni
- Dirección: Carmelo Santiago